# Cheilotrichia tanneri
Cheilotrichia tanneri är en tvåvingeart som beskrevs av Alexander 1970. Cheilotrichia tanneri ingår i släktet Cheilotrichia och familjen småharkrankar.
Artens utbredningsområde är Panama. Inga underarter finns listade i Catalogue of Life.